# تشارلز وليامز (دبلوماسي)
تشارلز وليامز (بالإنجليزية: Charles Hanbury Williams) (و. 1708 – 1759 م) هو دبلوماسي، وسياسي، وكاتب من مملكة بريطانيا العظمى، والمملكة المتحدة، ولد في لندن، توفي في لندن، عن عمر يناهز 51 عاماً.

## مناصب
تولى منصب عضو مجلس الشعب في برلمان بريطانيا العظمى
- سفير

.

## التعليم
تعلم في كلية إيتون
.